# Kraljevac (otok)
Kraljevac je majhen nenaseljen otoček v Jadranskem morju. Pripada Hrvaški.
Kraljevac leži v srednji Dalmaciji okoli 0,8 km južno od otoka Čiovo. Njegova površina meri 0,053 km². Dolžina obalnega pasu je 1,01 km. Najvišji vrh je visok 33 mnm.